# Guyvalvoria paradoxa
Guyvalvoria paradoxa is een slakkensoort uit de familie van de Eubranchidae. De wetenschappelijke naam van de soort is voor het eerst geldig gepubliceerd in 1907 door Eliot.